# Полиэфирный листовой прессматериал
Полиэфирный листовой прессматериал (англ. Sheet moulding compound или SMC) — листовой, предварительно пропитанный, химически загущённый стеклонаполненный термореактивный прессматериал.
Производится в форме листа пропиткой рубленого стекловолокна связующим (ненасыщенной полиэфирной смолой с порошкообразным наполнителем и добавками, регулирующими технологические и эксплуатационные свойства композиции). Обычно толщина листа SMC составляет около 4 мм. Ширина — 1500 мм. С обеих сторон материал покрыт защитной плёнкой, которая удаляется непосредственно перед переработкой.
SMC представляют собой одну из разновидностей препрега — т. н. «листовые растекающиеся препреги».

## История
Отличительной чертой SMC является химическое загущение материала. Ранние работы по исследованию химического загущения ненасыщенных полиэфиров проводились для улучшения свойств заливочных материалов и клеев.
В 1951 году Weather использовал оксиды и гидрооксиды металлов II группы для загущения ненасыщенных полиэфирных смол. В том же году Frilette получил американский патент на использование оксидов металлов II группы для отверждения полиэфирных смол без нагрева.
В 1953 году Fisk получил американский патент на использование оксида магния для увеличения вязкости ненасыщенных полиэфирных смол.
Первыми прессматериалами, где использовался принцип загущения были премиксы или DMC. В 1965 году Scholtis опубликовал рецептуры, технологию получения и переработки препрега, армированного матом из рубленого стекловолокна. В 1965-66 годах были представлены несколько разработок прессматериалов «препрег».
Для того, чтобы не было путаницы в названиях между препрегами на основе тканых материалов и новыми прессматериалами, в апреле 1966 года американская Ассоциация инженеров по пластмассам (SPI) рекомендовала использовать термин — «Sheet moulding compound». Однако в Европе и России для SMC до сих пор используется название «препрег».
В 1971 году был получен патент на получение SMC пропиткой стекловолокна, рубящегося на движущуюся подложку. Этот процесс имел следующие преимущества перед пропиткой стеклохолста: лучшая пропитка стекловолокна связующим, возможность регулировать соотношение смола-стекло, возможность использовать волокно разной длины, удешевление.

## Состав и технология получения
SMC производится на непрерывных линиях. В смесителях с мешалкой готовится паста связующего — смесь компонентов: ненасыщенной полиэфирной смолы, минеральных наполнителей (мел, гидрооксид алюминия), добавок, снижающих усадку, пигментов, инициаторов отверждения и загустителей. Эта смесь наносится на 2 полотна полиамидной или полиэтиленовой плёнки при помощи дозирующей ванночки с раклей. Одновременно со шпулярника в рубящее устройство подается стеклоровинг. Нижнее полотно плёнки с нанесённым связующим подается под рубящее устройство, которое рубит рассыпающийся ровинг на отрезки заданной длины. Рубленое стекловолокно падает на плёнку. Количество стекловолокна регулируется скоростью подачи плёнки. Длина отрезков стекловолокна составляет 12-50 мм и зависит от назначения материала. Волокна падают хаотично, но в целом немного ориентированы параллельно направлению движения плёнки. После этого полученный пакет накрывается верхним полотном плёнки с нанесённым слоем связующего. Полученный «сэндвич» пропускается через сжимающие валки для обеспечения пропитывания волокна. Готовый материал сматывается в рулоны или складывается «зигзагом» в коробки и направляется в термокамеры для «созревания». Поскольку материал содержит стирол, он дополнительно упаковывается в стиролонепроницаемую (обычно полиамидную) плёнку.
Первоначальная вязкость связующего невелика (20000-40000 мПа*с). Это позволяет хорошо пропитать стекловолокно на валках. Но затем, под действием добавленных в пасту загущающих добавок (обычно оксида магния МgO) вязкость связующего в SMC нарастает и через 3-5 дней составляет 4-10*10Е7 мПа*с. Лист SMC становится похож на лист кожи. Vansco описывает следующий предполагаемый 2-х этапный механизм загущения:
1-й этап: оксид щелочноземельного металла химически взаимодействует с концевыми карбоксильными группами молекулы полиэфира с образованием основной соли.
2-й этап: образуются координационные связи между основной солью и СО-группами молекулы полиэфира.
Общий пример состава SMC (%):
1. Полиэфирная смола 20-27
2. Наполнитель 40-50
3. Стекловолокно 25-30
4. Добавки 3-5

## Свойства
Жизнеспособность SMC определяется улетучиванием из него стирола, а также протекающими в материале реакциями: нарастанием вязкости под действием оксида щелочноземельного металла и латентным отверждением полиэфира под действием перекисей, входящих в состав прессматериала. Для увеличения срока годности SMC хранят в упаковке из барьерной, не пропускающей стирол плёнки в прохладном (менее 25 °C) месте.
Диапазон свойств SMC:
1. Плотность 1,40 — 1,90 г/см³

SMC

2. Технологическая усадка −0,1 — +0,25 %
3. Прочность на изгиб 100—150 МПа
4. Модуль изгиба 10.000 — 14.000 МПа
5. Прочность на растяжение 40 — 100 МПа
6. Ударная вязкость 30 — 120 кДж/м²
7. Дугостойкость 180 сек
8. Электрическая прочность 18 — 20 кВ/мм
9. Огнестойкость по UL 94 HB — V0 на 1,6 мм
10. Теплостойкость 180—250 °C
11. Водопоглощение 0,03 — 0,05 %

## Переработка
Изготовление крупногабаритных изделий из SMC осуществляется преимущественно методом прямого прессования в стальных обогреваемых закрытых формах на гидравлических прессах.
Материал нарезается в соответствие со схемой раскроя, укладывается в пакет и переносится в пресс-форму. Пресс-форма представляет собой массивное изделие из легированной или нержавеющей стали. Пресс-формы из легированной стали дополнительно покрываются слоем хрома.
Обогрев до рабочей температуры 140—170 °C осуществляется путём электрического (ТЭНы) или жидкостного (масло, насыщенный пар) обогрева.
Под давлением материал растекается в полости формы и отверждается.
Скорость отверждения SMC составляет 15-60 секунд на миллиметр толщины детали. После извлечения из пресс-формы, с детали удаляется облой и, при необходимости, производится механическая обработка.

## Применение
SMC применяется для изготовления средне- и крупногабаритных изделий крупных серий (от 10 тысяч до нескольких миллионов штук в год). Технология SMC конкурирует со штамповкой из листового металла и литьём цветных металлов.
Объём производства SMC в Европе составил  (недоступная ссылка) (англ.):
- в 2008 году 198 000 тонн/год
- в 2009 году 144 000 тонн/год
- в 2010 году 157 000 тонн/год
- в 2011 году 170 000 тонн/год (прогноз)

Основными областями применения SMC являются: детали кабин и кузовов грузовиков и легковых автомобилей, масляные ванны и клапанные крышки двигателей внутреннего сгорания, распределительные электротехнические шкафы (пустые оболочки для НКУ), корпуса светильников, детали бытовой техники, элементы сантехники, строительные облицовочные панели, элементы резервуаров для воды.